# Cine español (serie filatélica)
Cine español es el nombre de una serie filatélica emitida por Correos y Telégrafos de España entre los años 1994 y 1997, y después continuada a partir de 2010, que está dedicada a hacer un homenaje de los principales exponentes del cine español. En total han sido puestos en circulación 27 sellos en 14 fechas de emisión diferentes.

## Descripción
| Fecha de emisión | Nombre del sello (descripción) | Dimensiones (mm)           | Valor facial (en ptas.) |
| ---------------- | --- | -------------------------- | ----------------------- |
| 28.01.1994       | 1) Retrato de Luis Buñuel y una cámara de cine | 40,9 × 28,8                | 29                      |
| 28.01.1994       | 2) Retrato de Segundo de Chomón y un fotograma de la película La casa de los duendes | 40,9 × 28,8                | 55                      |
| 20.01.1995       | 1) Cartel de la película Belle Epoque (1992), dirigida por Fernando Trueba | 40,9 × 28,8                | 30                      |
| 20.01.1995       | 2) Cartel de la película Volver a empezar (1981), dirigida por José Luis Garci | 40,9 × 28,8                | 60                      |
| 30.01.1996       | 1) Una escena de la película Salida de misa de doce del Pilar de Zaragoza (1896), dirigida por Eduardo Jimeno Correas | 40,9 × 28,8                | 30                      |
| 30.01.1996       | 2) Cartel de la película Bienvenido, Mister Marshall (1953), dirigida por Luis García Berlanga | 40,9 × 28,8                | 60                      |
| 12.03.1997       | 1) Cartel de la película El viaje a ninguna parte (1986), dirigida por Fernando Fernán Gómez | 28,8 × 40,9                | 21                      |
| 12.03.1997       | 2) Cartel de la película El Sur (1983), dirigida por Víctor Erice | 28,8 × 40,9                | 32                      |
| 09.03.2010       | 1) Con motivo de los Premios Goya 2010, el sello reproduce a la izquierda la estatuilla de los Premios y a la derecha el cartel de la película Celda 211, ganadora del premio a la mejor película | 40,9 × 28,8                | 0,34                    |
| 05.04.2010       | 1) A la derecha el cartel de la película Ágora y a la izquierda las siete estatuillas de los Premios Goya con los que la película fue galardonada en la XXIV edición | 40,9 × 28,8                | 0,34                    |
| 06.07.2010       | 1) Retrato del actor José Luis López Vázquez | 28,8 × 40,9                | 0,45                    |
| 26.04.2011       | Sello y hoja bloque con motivo del 25º aniversario de la creación de los Premios Goya 1) En la mitad izquierda del sello se reproduce una silueta estilizada de Francisco de Goya, pintor de cuyo homenaje son nombrados los premios, y en la derecha, el cartel de la película catalana Pan negro, ganadora del Goya a la Mejor Película ese año | 40,9 × 28,8                | 0,35                    |
| 26.04.2011       | 2) El sello reproduce un detalle de la estatuilla del premio La hoja bloque muestra el nombre de los galardonados con el Premio Goya de honor, el emblema de la celebración del XXV aniversario y, de fondo, elementos representativos del cine                                                                                                   | 40,9 × 28,8 (105 × 79)     | 2,84                    |
| 22.07.2011       | Dos destacados personajes de la cinematografía española: 1) El director Luis García Berlanga, además una pequeña imagen de un hombre con bufanda y maletín, en alusión a su película Bienvenido Mr. Marshall | 28,8 × 40,9                | 0,80                    |
| 22.07.2011       | 2) El guionista Rafael Azcona, con una máquina de escribir que muestra una hoja con el título de una de sus películas más famosas, Belle Époque | 28,8 × 40,9                | 0,80                    |
| 26.04.2012       | 1) El actor Fernando Rey | 40,9 × 28,8                | 0,36                    |
| 26.04.2012       | 2) El actor Francisco Rabal | 40,9 × 28,8                | 0,36                    |
| 26.04.2012       | 3) En la mitad izquierda del sello se reproduce la estatuilla de los Premios Goya, un busto de Francisco de Goya, y en la derecha, el cartel de la película No habrá paz para los malvados, ganadora del Goya a la Mejor Película de ese año | 28,8 × 40,9                | 0,70                    |
| 08.04.2013       | 1) El director Rafael Gil y una película de cine | 40,9 × 28,8 (79,2 × 105,6) | 0,52                    |
| 08.04.2013       | 2) El actor y director Fernando Fernán Gómez y su caracterización en la película El abuelo | 40,9 × 28,8 (79,2 × 105,6) | 0,52                    |
| 08.04.2013       | 3) El actor y humorista Tony Leblanc (pseudónimo de Ignacio Fernández Sánchez) | 40,9 × 28,8 (79,2 × 105,6) | 0,52                    |
| 11.07.2014       | Tres grandes artistas del mundo del cine y la canción españoles 1) El cantante Manolo Escobar | 33,2 × 49,8                | 0,76                    |
| 11.07.2014       | 2) La actriz Sara Montiel | 33,2 × 49,8                | 0,76                    |
| 11.07.2014       | 3) El actor Alfredo Landa | 33,2 × 49,8                | 0,76                    |
| 01.04.2015       | 1) El director José Luis Borau | 28,8 × 40,9                | 0,90                    |
| 01.04.2015       | 2) El actor Paco Martínez Soria | 28,8 × 40,9                | 0,90                    |
| 17.09.2015       | 1) Diseño alusivo al Festival de San Sebastián que muestra un dibujo estilizado del Palacio Kursaal, sede del Festival | 49,8 × 33,2                | 0,55                    |